# Heinrich Severloh
Heinrich "Hein" Severloh (* 23 de junio de 1923 en Metzingen - † 14 de enero de 2006 en Lachendorf) fue un soldado alemán de la 352.ª División de Infantería estacionado en Normandía durante la invasión aliada. Se hizo famoso por sus memorias WN 62 – Erinnerungen an Omaha Beach Normandie, 6. Juni 1944, publicadas en el año 2000. Este libro destaca por la afirmación de los autores de que, como ametrallador, Severloh causó más de 1000 y quizá más de 2000 bajas a los soldados estadounidenses que desembarcaron en la playa de Omaha el Día D. Tras la publicación del libro, algunos se han referido a Severloh como "la bestia de Omaha". Sin embargo, la afirmación de Severloh no es considerada creíble ni por los historiadores estadounidenses ni por los alemanes. El total de bajas estadounidenses (muertos, heridos y desaparecidos) de todas las fuentes a lo largo de las cinco millas de la playa de Omaha el Día D se estima en unas 2400, aunque algunas fuentes citan de forma variable entre 9000 y 25 000 bajas.

## Primeros años
Severloh nació en el seno de una familia de agricultores en Metzingen, en la zona del Brezal de Luneburgo, en el norte de Alemania, cerca de la pequeña ciudad de Celle.

## Servicio en la Wehrmacht
Conscripto por la Wehrmacht el 23 de julio de 1942, a la edad de 19 años, Severloh fue asignado a la 19.ª División de Artillería Ligera de Reemplazo en Hannover. Luego fue trasladado a Francia en agosto para incorporarse a la 3.ª Batería del 321.º Regimiento de Artillería, donde se formó como jinete de expedición.
En diciembre de 1942, fue enviado al Frente Oriental y asignado a la retaguardia de su división para conducir trineos. Como castigo por hacer comentarios discrepantes, se le obligó a realizar esfuerzos físicos que le dejaron problemas de salud permanentes y requirieron una convalecencia de seis meses en el hospital. Después de esto, se fue de permiso a la granja de su familia para ayudar a recoger la cosecha.
En octubre de 1943, Severloh fue enviado a Brunswick para recibir formación de suboficial, pero fue llamado al cabo de menos de un mes para reincorporarse a su unidad, que había sido reclasificada como la 352ª División de Infantería y estaba destinada en Normandía.

## Playa de Omaha

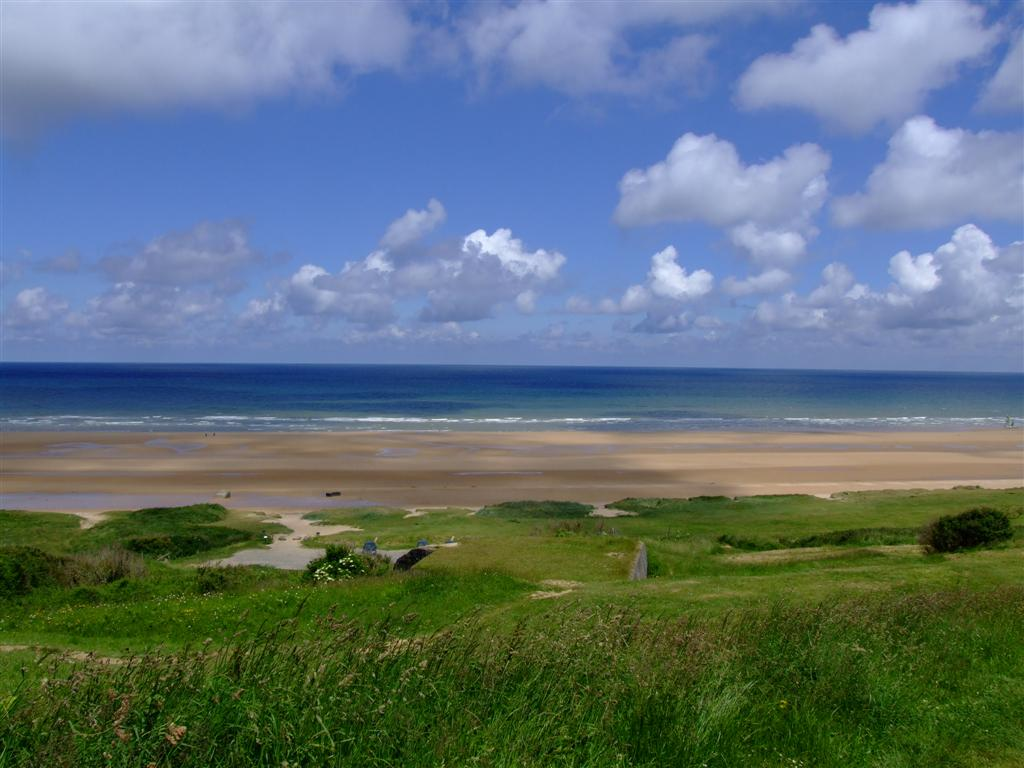
Vista desde la posición WN62 en Normandía.

La playa de Omaha se extiende a lo largo de 8 km desde el este de Sainte-Honorine-des-Pertes hasta el oeste de Vierville-sur-Mer. Las defensas de la playa de Omaha consistían en 8 búnkeres de hormigón que contenían artillería de 75 mm o superior, 35 pastilleros, 18 cañones antitanque, seis fosos de mortero, 35 Nebelwerfer (lanzacohetes de varios cañones), 85 nidos de ametralladoras, 6 torretas de tanques e infantería de apoyo.
Los despliegues de infantería en la playa consistían en cinco compañías concentradas en 15 puntos fuertes llamados Widerstandsnester (nidos de resistencia), numerados del WN-60 en el este al WN-74 en el oeste. Severloh formaba parte del WN-62, el mayor punto fuerte que defendía Omaha.
El plan de ataque americano dividió la playa de Omaha en diez sectores, con los nombres en clave Able, Baker, Charlie, Dog Green, Dog White, Dog Red, Easy Green, Easy Red, Fox Green y Fox Red. El WN-62, en el lado oriental de la playa de Omaha, dominaba los sectores Easy Red y Fox Green.

#### Widerstandsnest 62
El WN-62 tenía 332 metros de largo por 324 metros de ancho y entre 12 y 50 metros por encima de la playa, dependiendo de la distancia a la orilla, con una buena visión general de la zona de la playa. La trinchera desde la que Severloh disparó estaba a 170 metros del dique y a unos 450 metros de la zona de desembarco de la primera oleada de lanchas Higgins.
El Día D (6 de junio de 1944) el WN-62 estaba tripulado por 27 miembros de la 716ª División de Infantería y 13 miembros de la 352ª División de Severloh, cuya tarea era dirigir el fuego de las baterías de artillería de 10,5 cm situadas a 5 kilómetros tierra adentro en Houtteville.
Las defensas incluían dos casamatas de hormigón del tipo H669, una vacía y la otra con una pieza de artillería de 75 mm, un cañón antitanque de 50 mm, dos morteros de 50 mm, una ametralladora MG 34 de dos cañones de 7,92 mm con montaje antiaéreo y dos ametralladoras polacas de preguerra. Otro cañón antitanque de 50 mm cubría la retaguardia, y el perímetro estaba rodeado de alambre de espino y minas antipersona.
Severloh fue asignado al teniente mayor Bernhard Frerking como ordenanza. Mientras Frerking coordinaba el fuego de artillería de la batería de Houtteville desde un búnker, Severloh dice que manejaba una ametralladora MG 42 y disparaba contra las tropas americanas que se acercaban con la ametralladora y con dos fusiles Karabiner 98k; mientras, un sargento al que no conocía le mantuvo abastecido de munición desde un búnker cercano hasta las 15:30. Afirmó haber disparado más de 13.500 cartuchos con la ametralladora y 400 con los fusiles.
Entrevistado en 2004, dijo: "Definitivamente fueron al menos 1.000 hombres, muy probablemente más de 2.000. Pero no sé a cuántos hombres disparé. Fue horrible. Pensar en ello me da ganas de vomitar".

#### Rendición y cautiverio
Severloh se retiró al pueblo cercano de Colleville-sur-Mer, con Kurt Warnecke también del 352º y Franz Gockel del 716º, donde se rindió al día siguiente. Su oficial al mando, el teniente Frerking y la mayoría de los demás defensores del WN-62 fueron asesinados en sus puestos por las tropas estadounidenses.
Severloh fue enviado primero como prisionero de guerra a Boston, Estados Unidos. En diciembre de 1946, fue trasladado a Bedfordshire, Inglaterra, para realizar trabajos forzados en la construcción de carreteras. Severloh fue devuelto a Alemania en marzo de 1947 después de que su padre escribiera a las autoridades militares británicas diciendo que lo necesitaban para trabajar en la granja.

## Vida posterior y muerte
La historia de Severloh se conoció por primera vez en 1960, cuando su testimonio se utilizó en el libro de Paul Carell Sie kommen! Die Invasion der Amerikaner und Briten in der Normandie 1944.
En la década de 1960, un capellán militar estadounidense, David Silva, que había sido herido por tres balas en el pecho en Omaha, fue contactado por Severloh, que había encontrado su nombre en el libro de Cornelius Ryan The Longest Day. Más tarde se reunieron en varias ocasiones, incluso en la reunión de las Fuerzas Aliadas de 2005 en Normandía. El 5 de junio de 2004, RTL emitió un documental de dos horas en coproducción con CBC Radio: "Enemigos mortales de Omaha Beach - la historia de una amistad inusual", del cineasta Alexander Czogalla.
En 2000 se publicaron las memorias de Severloh, WN 62 – Erinnerungen an Omaha Beach Normandie, 6. Juni 1944, escritas por Helmut Konrad von Keusgen.
Severloh falleció el 14 de enero de 2006 en Lachendorf, cerca de su pueblo natal, Metzingen, a los 82 años, 6 meses y 22 días.